# Кірсанов Яків Михайлович
Яків Михайлович Кірсанов (25 листопада 1907, село Алти-Агач, тепер селище Алтиагадж Хизинського району, Азербайджан — 4 квітня 1989, місто Баку, тепер Азербайджан) — азербайджанський радянський партійний діяч, 2-й секретар Бакинського міськкому КП(б) Азербайджану. Член ЦК Комуністичної партії Азербайджану. Депутат Верховної ради Азербайджанської РСР 2-го, 8—11-го скликань. Депутат Верховної Ради СРСР 3-го скликання.

## Життєпис
Народився в селянській родині. З 1919 по 1925 рік наймитував.
У 1925—1939 роках — на комсомольській, партійній і профспілковій роботі в Азербайджанській РСР.
Член ВКП(б) з 1928 року.
Закінчив Вищу партійну школу при ЦК ВКП(б).
У 1940—1950 роках — інструктор, заступник завідувача відділу пропаганди та агітації Бакинського міського комітету КП(б) Азербайджану; голова ЦК профспілки робітників нафтової промисловості Кавказу; заступник завідувача відділу пропаганди та агітації ЦК КП(б) Азербайджану.
У 1950 році — секретар, 2-й секретар Бакинського міського комітету КП(б) Азербайджану.
У 1950—1952 роках — завідувач відділу пропаганди та агітації ЦК КП(б) Азербайджану; завідувач відділу літератури і мистецтв ЦК КП(б) Азербайджану.
30 квітня 1952 — 23 квітня 1953 року — секретар виконавчого комітету Бакинської обласної ради депутатів трудящих.
У 1953—1959 роках — начальник відділу культури Ради міністрів Азербайджанської РСР; заступник завідувача відділу культури і охорони здоров'я Держплану Азербайджанської РСР; заступник голови Азербайджанської промради; завідувач секретаріату голови Ради міністрів Азербайджанської РСР.
У 1959 — 1986 року — завідувач загального відділу ЦК КП Азербайджану.
Помер 4 квітня 1989 року. Похований на Алеї почесного поховання у Баку.

## Звання
- капітан

## Нагороди
- орден Леніна (13.10.1980)
- орден Жовтневої Революції (1986)
- чотири ордени Трудового Червоного Прапора (1944, 1946, 9.09.1971, 1976)
- орден «Знак Пошани» (1942)
- медаль «За оборону Кавказу»
- медалі